# جهلول
جُهْلُول (الاسم العلمي Tringa)، جنس طير من عمارة الكنسيات. أنواعه 13 جميعها من القواطع التي تجوب البلاد الباردة والمعتدلة. أثوابها مرقطة تتبدل صيفًا وشتاء. قوته الحلزون والرخويات والقشريات والديدان. يعيش قرب الماء. يدثن عشه في الرمل. أفحوصه بيضي الشكل متوسط العمق. الأنثى تبيض من 3 إلى 4 بيضات تحضنها وحدها من 15 إلى 17 يومًا.

## معرض صور

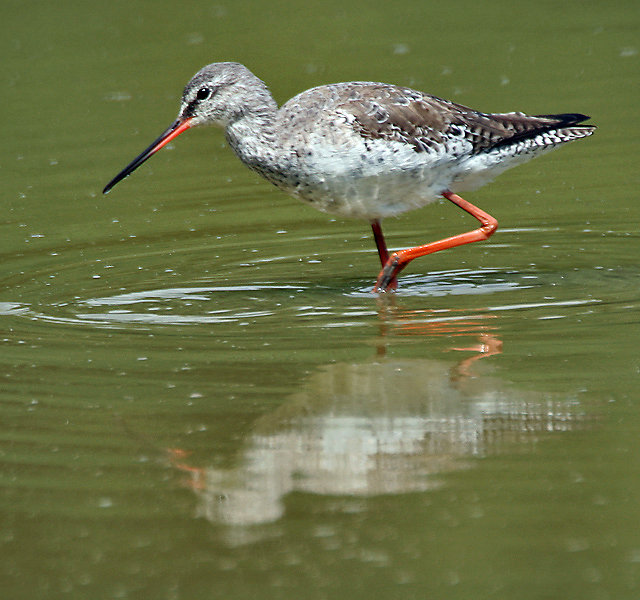
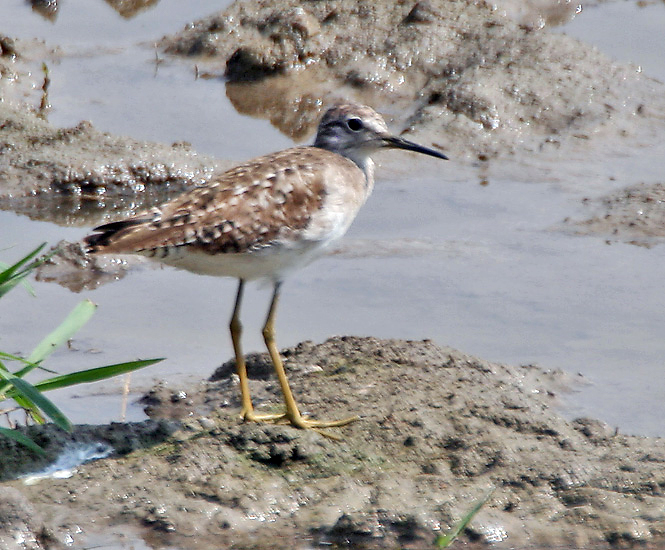
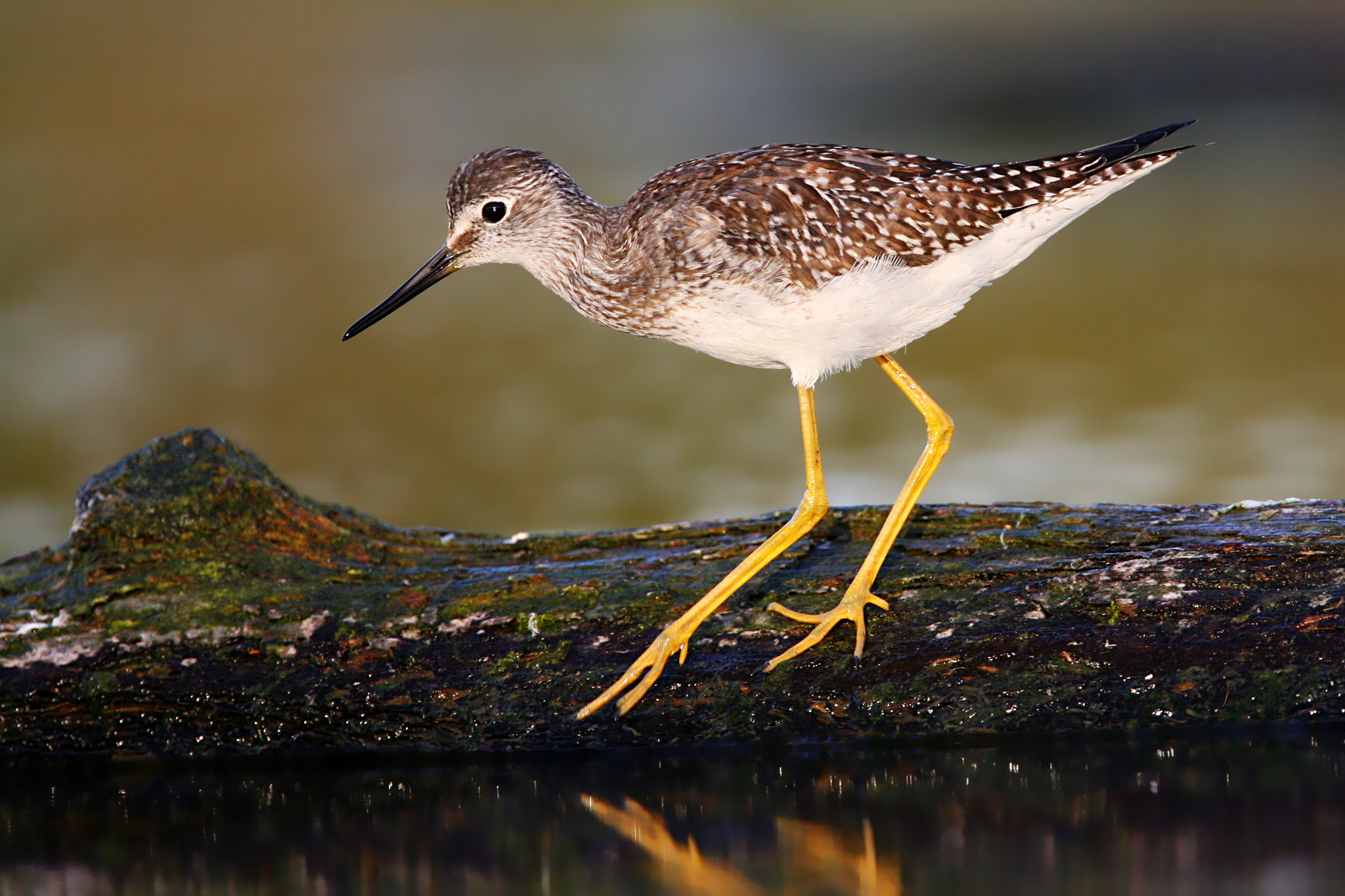
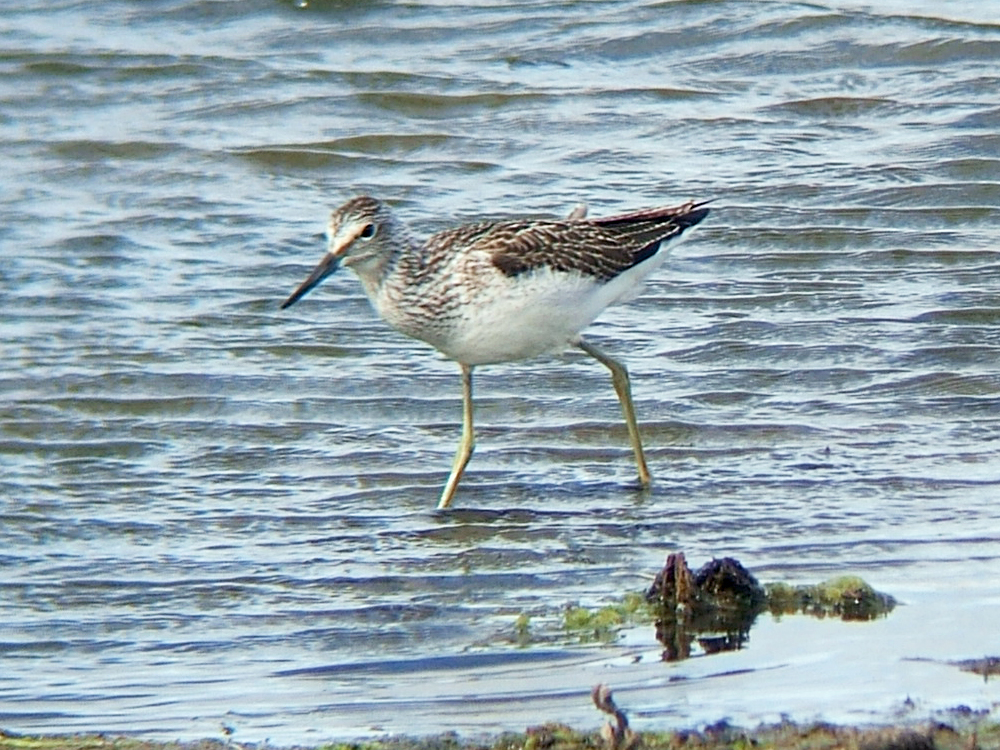